# Borborillus sordidus
Borborillus sordidus är en tvåvingeart som först beskrevs av Zetterstedt 1847.  Borborillus sordidus ingår i släktet Borborillus och familjen hoppflugor. Inga underarter finns listade i Catalogue of Life.